# والدیم پینتسگو
والدیم پینتسگو (به آلمانی: Wald im Pinzgau) یک منطقهٔ مسکونی در اتریش است که در ناحیه تسل آم زه واقع شده‌است. والدیم پینتسگو ۶۹٫۲۴ کیلومتر مربع مساحت دارد ۸۸۵ متر بالاتر از سطح دریا واقع شده‌است.